# Административно-территориальное деление Нижегородской области
Территориальными образованиями Нижегородской области являются административно-территориальные и муниципальные образования.

## Административно-территориальное устройство
Согласно Уставу Нижегородской области и Закону «Об административно-территориальном устройстве Нижегородской области», субъект РФ делится на следующие административно-территориальные образования, учитываемые в Реестре административно-территориальных образований, городских и сельских населенных пунктов Нижегородской области по состоянию на 1 января 2022 года:
- 13 городов областного значения (в том числе 1 закрытое административно-территориальное образование Саров), включающих:
  - 8 внутригородских районов города областного значения Нижнего Новгорода,
    - 2 сельсовета (Берёзовопойменский, Новинский),
    - 1 курортный посёлок (Зелёный Город);

  - 8 сельсоветов в составе города областного значения Бор
  - 2 сельсовета и 4 рабочих посёлка в составе города областного значения Выкса;
  - 5 сельсоветов и 1 рабочий посёлок в составе города областного значения Дзержинска;
  - 5 сельсоветов и 1 рабочий посёлок в составе города областного значения Кулебаки;
  - 4 сельсовета в составе города областного значения Навашино;
  - 7 сельсоветов в составе города областного значения Перевоз;
  - 11 сельсоветов и 1 рабочий посёлок в составе города областного значения Семёнов;
  - 8 сельсоветов в составе города областного значения Чкаловск;
  - 5 сельсоветов и 2 рабочих посёлка в составе города областного значения Шахунья;
- 39 районов, включающих:
  - 15 городов районного значения;
  - 39 рабочих посёлков;
  - 277 сельсоветов.

Всего по области в городах областного значения и районах по состоянию на конец 2021 года насчитывается 334 сельсовета, 1 курортный посёлок и 48 рабочих посёлков.
Также в Уставе и законе об административно-территориальном устройстве предусмотрено образование городских округов, городов окружного значения и внутригородских районов городов окружного значения, город окружного значения определяется как внутригородской район городского округа. На 2020 год соответствующие административно-территориальные единицы не образованы.
Административным центром области является город областного значения Нижний Новгород.

### Районы и города областного значения
| №         | Название                     | Население, человек | Площадь, км² | Административный центр     | Население райцентра, человек |
| --------- | ---------------------------- | ------------------ | ------------ | -------------------------- | ---------------------------- |
| 1e-06     | Районы                       |                    |              |                            |                              |
| 1         | Ардатовский район            | ↗22 835            | 1887,63      | р.п. Ардатов               | ↗9768                        |
| 2         | Арзамасский район            | ↗41 767            | 2045,16      | г. Арзамас                 | ↘103 538                     |
| 3         | Балахнинский район           | ↘71 497            | 896,59       | г. Балахна                 | ↘46 915                      |
| 4         | Богородский район            | ↗57 828            | 1459         | г. Богородск               | ↘33 818                      |
| 5         | Большеболдинский район       | ↘10 525            | 866,47       | село Большое Болдино       | ↗5111                        |
| 6         | Большемурашкинский район     | ↗10 434            | 658,64       | р.п. Большое Мурашкино     | ↗5577                        |
| 7         | Бутурлинский район           | ↘13 237            | 1105,2       | р.п. Бутурлино             | ↗6906                        |
| 8         | Вадский район                | ↘13 604            | 742,7        | село Вад                   | ↘6676                        |
| 9         | Варнавинский район           | ↘10 013            | 2523,36      | р.п. Варнавино             | ↗3205                        |
| 10        | Вачский район                | ↗17 059            | 979,49       | р.п. Вача                  | ↗5182                        |
| 11        | Ветлужский район             | ↘13 019            | 2992,37      | г. Ветлуга                 | ↘7681                        |
| 12        | Вознесенский район           | ↗14 890            | 1302,92      | р.п. Вознесенское          | ↘6061                        |
| 13        | Володарский район            | ↘48 400            | 1049,65      | г. Володарск               | ↘9705                        |
| 14        | Воротынский район            | ↘14 143            | 1935,81      | р.п. Воротынец             | ↘5849                        |
| 15        | Воскресенский район          | ↘16 661            | 3554,5       | р.п. Воскресенское         | ↘5555                        |
| 16        | Гагинский район              | ↘10 078            | 1064,18      | село Гагино                | ↘3607                        |
| 17        | Городецкий район             | ↘79 491            | 1482,72      | г. Городец                 | ↘28 660                      |
| 18        | Дальнеконстантиновский район | ↗20 731            | 1377,09      | р.п. Дальнее Константиново | ↗4846                        |
| 19        | Дивеевский район             | ↗15 385            | 844,85       | село Дивеево               | ↗6945                        |
| 20        | Княгининский район           | ↘10 972            | 769,92       | г. Княгинино               | ↘6447                        |
| 21        | Ковернинский район           | ↘17 513            | 2339,78      | р.п. Ковернино             | ↗6994                        |
| 22        | Краснобаковский район        | ↘19 097            | 1757,82      | р.п. Красные Баки          | ↗7348                        |
| 23        | Краснооктябрьский район      | ↘9032              | 886,17       | село Уразовка              | ↘1626                        |
| 24        | Кстовский район              | ↘121 322           | 1226,64      | г. Кстово                  | ↘61 118                      |
| 25        | Лукояновский район           | ↘26 545            | 1890,69      | г. Лукоянов                | ↘12 652                      |
| 26        | Лысковский район             | ↘35 061            | 2134,02      | г. Лысково                 | ↗21 657                      |
| 27        | Павловский район             | ↘90 990            | 1097,11      | г. Павлово                 | ↘55 307                      |
| 28        | Пильнинский район            | ↘18 590            | 1312.94      | р.п. Пильна                | ↘6466                        |
| 29        | Починковский район           | ↘26 142            | 1960,59      | село Починки               | ↘11 761                      |
| 30        | Сергачский район             | ↗27 690            | 1243,76      | г. Сергач                  | ↗20 256                      |
| 31        | Сеченовский район            | ↗13 856            | 991,04       | село Сеченово              | ↗5428                        |
| 32        | Сокольский район             | ↘11 059            | 1981,44      | р.п Сокольское             | ↘5923                        |
| 33        | Сосновский район             | ↘16 578            | 1170,56      | р.п. Сосновское            | ↗8456                        |
| 34        | Спасский район               | ↗9759              | 706,55       | село Спасское              | ↗4001                        |
| 35        | Тонкинский район             | ↘7266              | 1018,48      | р.п. Тонкино               | ↘4496                        |
| 36        | Уренский район               | ↗28 446            | 2104,29      | г. Урень                   | ↗12 450                      |
| 37        | Тоншаевский район            | ↘14 823            | 2353,1       | р.п. Тоншаево              | ↘4397                        |
| 38        | Шарангский район             | ↗11 562            | 1595,76      | р.п. Шаранга               | ↗6697                        |
| 39        | Шатковский район             | ↗23 190            | 1440,72      | р.п. Шатки                 | ↗8893                        |
| 39.000002 | Города областного значения   |                    |              |                            |                              |
| 40        | город Нижний Новгород        | ↘1 222 172         | 410,68       | г. Нижний Новгород         | ↘1 198 245                   |
| 41        | город Арзамас                | ↘144 336           | 41,74        | г. Арзамас                 | ↘103 538                     |
| 42        | город Бор                    | ↘117 287           | 3584,28      | г. Бор                     | ↘77 024                      |
| 43        | город Выкса                  | ↘73 478            | 1865,64      | г. Выкса                   | ↘45 240                      |
| 44        | город Дзержинск              | ↘223 327           | 421,53       | г. Дзержинск               | ↘213 410                     |
| 45        | город Кулебаки               | ↘45 919            | 922,39       | г. Кулебаки                | ↗32 184                      |
| 46        | город Навашино               | ↘21 489            | 1277,48      | г. Навашино                | ↗14 664                      |
| 47        | город Первомайск             | ↘17 601            | 1227,32      | г. Первомайск              | ↘13 223                      |
| 48        | город Перевоз                | ↗16 336            | 769.15       | г. Перевоз                 | ↗8999                        |
| 49        | город Саров                  | ↘93 493            | 232,00       | г. Саров                   | ↘93 493                      |
| 50        | город Семёнов                | ↘45 885            | 3877,38      | г. Семёнов                 | ↗25 075                      |
| 51        | город Чкаловск               | ↗19 678            | 861,52       | г. Чкаловск                | ↗11 535                      |
| 52        | город Шахунья                | ↘29 529            | 2588,25      | г. Шахунья                 | ↘17 626                      |

## Муниципальное устройство
В рамках организации местного самоуправления, в границах административно-территориальных образований области были созданы муниципальные образования. На 2017 год среди 389 муниципальных образований в области выделялись:
- 15 городских округов,
- 37 муниципальных районов, в составе которых:
  - 54 городских поселения (в Нижегородской области городские поселения соответствовали городам районного значения и рабочим посёлкам с подчинёнными им населёнными пунктами),
  - 283 сельских поселения (в Нижегородской области сельские поселения соответствовали сельсоветам).

С мая 2020 до мая 2022 гг. все муниципальные районы и входившие в их состав поселения были упразднены и преобразованы в муниципальные округа.
К концу 2022 года Нижегородская область включает 51 муниципальное образование, в том числе:
- 15 городских округов,
- 36 муниципальных округов.

### Муниципальные и городские округа
| №         | Название                  | Флаг | Герб | Население, чел. | Площадь, км² | Административный центр     | Население райцентра, чел. |
| --------- | ------------------------- | ---- | ---- | --------------- | ------------ | -------------------------- | ------------------------- |
| 1e-06     | Муниципальные округа      |      |      |                 |              |                            |                           |
| 1         | Ардатовский МО            |      |      | ↗22 835         | 1887,63      | р.п. Ардатов               | ↗9768                     |
| 2         | Балахнинский МО           |      |      | ↘71 497         | 896,59       | г. Балахна                 | ↘46 915                   |
| 3         | Богородский МО            |      |      | ↗57 828         | 1459         | г. Богородск               | ↘33 818                   |
| 4         | Большеболдинский МО       |      |      | ↘10 525         | 866,47       | село Большое Болдино       | ↗5111                     |
| 5         | Большемурашкинский МО     |      |      | ↗10 434         | 658,64       | р.п. Большое Мурашкино     | ↗5577                     |
| 6         | Бутурлинский МО           |      |      | ↘13 237         | 1105,2       | р.п. Бутурлино             | ↗6906                     |
| 7         | Вадский МО                |      |      | ↘13 604         | 742,7        | село Вад                   | ↘6676                     |
| 8         | Варнавинский МО           |      |      | ↘10 013         | 2523,36      | р.п. Варнавино             | ↗3205                     |
| 9         | Вачский МО                |      |      | ↗17 059         | 979,49       | р.п. Вача                  | ↗5182                     |
| 10        | Ветлужский МО             |      |      | ↘13 019         | 2992,37      | г. Ветлуга                 | ↘7681                     |
| 11        | Вознесенский МО           |      |      | ↗14 890         | 1302,92      | р.п. Вознесенское          | ↘6061                     |
| 12        | Володарский МО            |      |      | ↘48 400         | 1049,65      | г. Володарск               | ↘9705                     |
| 13        | Воскресенский МО          |      |      | ↘16 661         | 3554,5       | р.п. Воскресенское         | ↘5555                     |
| 14        | Гагинский МО              |      |      | ↘10 078         | 1064,18      | село Гагино                | ↘3607                     |
| 15        | Городецкий МО             |      |      | ↘79 491         | 1482,72      | г. Городец                 | ↘28 660                   |
| 16        | Дальнеконстантиновский МО |      |      | ↗20 731         | 1377,09      | р.п. Дальнее Константиново | ↗4846                     |
| 17        | Дивеевский МО             |      |      | ↗15 385         | 844,85       | село Дивеево               | ↗6945                     |
| 18        | Княгининский МО           |      |      | ↘10 972         | 769,92       | г. Княгинино               | ↘6447                     |
| 19        | Ковернинский МО           |      |      | ↘17 513         | 2339,78      | р.п. Ковернино             | ↗6994                     |
| 20        | Краснобаковский МО        |      |      | ↘19 097         | 1757,82      | р.п. Красные Баки          | ↗7348                     |
| 21        | Краснооктябрьский МО      |      |      | ↘9032           | 886,17       | село Уразовка              | ↘1626                     |
| 22        | Кстовский МО              |      |      | ↘121 322        | 1226,64      | г. Кстово                  | ↘61 118                   |
| 23        | Лукояновский МО           |      |      | ↘26 545         | 1890,69      | г. Лукоянов                | ↘12 652                   |
| 24        | Лысковский МО             |      |      | ↘35 061         | 2134,02      | г. Лысково                 | ↗21 657                   |
| 25        | Павловский МО             |      |      | ↘90 990         | 1097,11      | г. Павлово                 | ↘55 307                   |
| 26        | Пильнинский МО            |      |      | ↘18 590         | 1312,94      | р.п. Пильна                | ↘6466                     |
| 27        | Починковский МО           |      |      | ↘26 142         | 1960,59      | село Починки               | ↘11 761                   |
| 28        | Сергачский МО             |      |      | ↗27 690         | 1243,76      | г. Сергач                  | ↗20 256                   |
| 29        | Сеченовский МО            |      |      | ↗13 856         | 991,04       | село Сеченово              | ↗5428                     |
| 30        | Сосновский МО             |      |      | ↘16 578         | 1170,56      | р.п. Сосновское            | ↗8456                     |
| 31        | Спасский МО               |      |      | ↗9759           | 706,55       | село Спасское              | ↗4001                     |
| 32        | Тонкинский МО             |      |      | ↘7266           | 1018,48      | р.п. Тонкино               | ↘4496                     |
| 33        | Тоншаевский МО            |      |      | ↘14 823         | 2353,1       | р.п. Тоншаево              | ↘4397                     |
| 34        | Уренский МО               |      |      | ↗28 446         | 2104,29      | г. Урень                   | ↗12 450                   |
| 35        | Шарангский МО             |      |      | ↗11 562         | 1595,76      | р.п. Шаранга               | ↗6697                     |
| 36        | Шатковский МО             |      |      | ↗23 190         | 1440,72      | р.п. Шатки                 | ↗8893                     |
| 36.000002 | Городские округа          |      |      |                 |              |                            |                           |
| 37        | город Нижний Новгород     |      |      | ↘1 222 172      | 410,68       | г. Нижний Новгород         | ↘1 198 245                |
| 38        | город Арзамас             |      |      | ↘144 336        | 2045,16      | г. Арзамас                 | ↘103 538                  |
| 39        | город Бор                 |      |      | ↘117 287        | 3584,28      | г. Бор                     | ↘77 024                   |
| 40        | ГО Воротынский            |      |      | ↘14 143         | 1935,81      | р.п. Воротынец             | ↘5849                     |
| 41        | город Выкса               |      |      | ↘73 478         | 1865,64      | г. Выкса                   | ↘45 240                   |
| 42        | город Дзержинск           |      |      | ↘223 327        | 421,53       | г. Дзержинск               | ↘213 410                  |
| 43        | город Кулебаки            |      |      | ↘45 919         | 922,39       | г. Кулебаки                | ↗32 184                   |
| 44        | ГО Навашинский            |      |      | ↘21 489         | 1277,48      | г. Навашино                | ↗14 664                   |
| 45        | город Первомайск          |      |      | ↘17 601         | 1227,32      | г. Первомайск              | ↘13 223                   |
| 46        | ГО Перевозский            |      |      | ↗16 336         | 769.15       | г. Перевоз                 | ↗8999                     |
| 47        | ЗАТО город Саров          |      |      | ↘93 493         | 232,00       | г. Саров                   | ↘93 493                   |
| 48        | ГО Семёновский            |      |      | ↘45 885         | 3877,38      | г. Семёнов                 | ↗25 075                   |
| 49        | ГО Сокольский             |      |      | ↘11 059         | 1981,44      | р.п Сокольское             | ↘5923                     |
| 50        | город Чкаловск            |      |      | ↗19 678         | 861,52       | г. Чкаловск                | ↗11 535                   |
| 51        | город Шахунья             |      |      | ↘29 529         | 2588,25      | г. Шахунья                 | ↘17 626                   |

## Общая карта
|  | Города областного значения (городские округа).                                                               |
|  | Районы (муниципальные округа, кроме Сокольского и Воротынского районов — им соответствуют городские округа). |

## Города областного значения (городские округа)

### Нижний Новгород
К городу областного значения Нижний Новгород относятся административно-территориальные образования: 
- 8 внутригородских районов,
- 2 сельсовета (Березовопойменский и Новинский),
- 1 курортный посёлок (Зелёный Город).

В рамках организации местного самоуправления в границах города областного значения как административно-территориального образования области существует одноимённый городской округ.

### Арзамас
Город областного значения Арзамас.
В мае 2022 года ему были переподчинены 105 населённых пунктов Арзамасского района, которые составляют следующие административно-территориальные образования:
1. рабочий посёлок Выездное
2. Абрамовский сельсовет
3. Балахонихинский сельсовет
4. Бебяевский сельсовет
5. Берёзовский сельсовет
6. Большетумановский сельсовет
7. Кирилловский сельсовет
8. Красносельский сельсовет
9. Ломовский сельсовет
10. Новоусадский сельсовет
11. Слизнёвский сельсовет
12. Чернухинский сельсовет
13. Шатовский сельсовет

В рамках организации местного самоуправления в границах города областного значения Арзамас с Арзамасским районом как административно-территориального образования области существует одноимённый городской округ.

### Бор
К городу областного значения Бор относятся административно-территориальные образования: 
1. город Бор,
2. Кантауровский сельсовет,
3. Краснослободский сельсовет,
4. Линдовский сельсовет,
5. Останкинский сельсовет,
6. сельсовет Память Парижской коммуны,
7. Редькинский сельсовет,
8. Ситниковский сельсовет,
9. Ямновский сельсовет.

В рамках организации местного самоуправления в границах города областного значения как административно-территориального образования области существует одноимённый городской округ.

### Выкса
К городу областного значения Выкса относятся административно-территориальные образования: 
- город Выкса,
- рабочий посёлок Ближне-Песочное,
- рабочий посёлок Виля,
- рабочий посёлок Досчатое,
- рабочий посёлок Шиморское,
- Новодмитриевский сельсовет,
- Туртапинский сельсовет.

В рамках организации местного самоуправления в границах города областного значения как административно-территориального образования области существует одноимённый городской округ.

### Дзержинск
К городу областного значения Дзержинск относятся административно-территориальные образования: 
1. город Дзержинск (в том числе п. Гнилицкие Дворики, п. Лесная Поляна, п. Северный, п. Строителей),
2. рабочий посёлок Горбатовка,
3. сельсовет Желнино (в 1942—2021 рабочий посёлок[16]),
4. сельсовет Пыра (в том числе кордон Лесной),
5. сельсовет Бабино (п. Бабино, п. Игумново, п. Колодкино, п. Петряевка, п. Юрьевец);
6. сельсовет Гавриловка (в 1942—2021 рабочий посёлок[17]).

В рамках организации местного самоуправления в границах города областного значения как административно-территориального образования области существует одноимённый городской округ.

### Кулебаки
К городу областного значения Кулебаки относятся административно-территориальные образования: 
1. город Кулебаки,
2. рабочий посёлок Гремячево,
3. сельсовет Велетьма (в 1942—2021 рабочий посёлок[18])
4. Мурзицкий сельсовет,
5. Саваслейский сельсовет,
6. Серебрянский сельсовет,
7. Тепловский сельсовет.

В рамках организации местного самоуправления в границах города областного значения как административно-территориального образования области существует одноимённый городской округ.

### Навашино
К городу областного значения Навашино относятся административно-территориальные образования: 
1. город Навашино,
2. Большеокуловский сельсовет,
3. Натальинский сельсовет,
4. Поздняковский сельсовет,
5. сельсовет Тёша.

В рамках организации местного самоуправления в границах города областного значения как административно-территориального образования области существует одноимённый городской округ.

### Первомайск
К городу областного значения Первомайск относятся населённые пункты: город Первомайск, рабочий посёлок Сатис, деревни Аксел, Алатырь, Берещино, Верзиляй, Гремячка, Григорьевка, Елев Враг, Елховка, Каналгуши, Комкино, Конновка, Крамзинка, Мазь, Малиновка, Петровка, Пруды, Цыгановка, сёла Бабино, Большой Макателем, сельские посёлки Берещино, Кавказского лесничества, Корсаково, Кошелиха, Лапша, Малый Макателем, Нелей, Николаевка, Обухово, Пандас, Русиново, Успенское, Шутилово, Хозино, Худошино, сельские посёлки Лахма, Лесозавода, Никольский, Пески, Пурьев, Пушкино, Рогожинский, Симанский, Стеклянный.
Не имеет административно-территориальных образований, кроме самих населённых пунктов.
В рамках организации местного самоуправления в границах города областного значения как административно-территориального образования области существует одноимённый городской округ.

### Перевоз
К городу областного значения Перевоз относятся административно-территориальные образования: 
1. город Перевоз,
2. Дзержинский сельсовет,
3. Дубской сельсовет,
4. Ичалковский сельсовет,
5. Палецкий сельсовет,
6. Танайковский сельсовет,
7. Тилининский сельсовет,
8. Центральный сельсовет.

В рамках организации местного самоуправления в границах города областного значения как административно-территориального образования области существует одноимённый городской округ.

### Саров
Город областного значения Саров — закрытое административно-территориальное образование. Не имеет иных административно-территориальных образований и подчинённых населённых пунктов, кроме самого города Саров.
В рамках организации местного самоуправления в границах города областного значения как административно-территориального образования области существует одноимённый городской округ.

### Семёнов
К городу областного значения Семёнов относятся административно-территориальные образования: 
город Семёнов,
рабочий посёлок Сухобезводное,
Беласовский сельсовет,
Боковский сельсовет,
Ивановский сельсовет,
Ильино-Заборский сельсовет,
Малозиновьевский сельсовет,
Медведевский сельсовет,
Огибновский сельсовет,
Пафнутовский сельсовет,
Тарасихинский сельсовет,
Хахальский сельсовет,
Шалдежский сельсовет.
В рамках организации местного самоуправления в границах города областного значения как административно-территориального образования области существует одноимённый городской округ.

### Чкаловск
К городу областного значения Чкаловск относятся административно-территориальные образования: 
1. город Чкаловск,
2. Беловско-Новинский сельсовет,
3. Вершиловский сельсовет,
4. сельсовет Катунки,
5. Котельницкий сельсовет,
6. Кузнецовский сельсовет,
7. Пуреховский сельсовет,
8. Соломатовский сельсовет,
9. сельсовет Чистое.

В рамках организации местного самоуправления в границах города областного значения как административно-территориального образования области существует одноимённый городской округ.

### Шахунья
К городу областного значения Шахунья относятся административно-территориальные образования: 
город Шахунья,
рабочий посёлок Вахтан,
рабочий посёлок Сява,
Акатовский сельсовет,
Красногорский сельсовет,
Лужайский сельсовет,
Туманинский сельсовет,
Хмелевицкий сельсовет.
В рамках организации местного самоуправления в границах города областного значения как административно-территориального образования области существует одноимённый городской округ.

## Районы

### Ардатовский
Административный центр — рабочий посёлок Ардатов.
Ардатовский район включает следующие административно-территориальные образования:
1. рабочий посёлок Ардатов
2. рабочий посёлок Мухтолово
3. Кужендеевский сельсовет
4. Личадеевский сельсовет
5. Михеевский сельсовет
6. Саконский сельсовет
7. Стексовский сельсовет
8. Хрипуновский сельсовет

В рамках организации местного самоуправления в границах района существует одноимённый муниципальный округ.

### Балахнинский
Административный центр — город Балахна.
Балахнинский район включает следующие административно-территориальные образования:
1. город Балахна,
2. рабочий посёлок Большое Козино,
3. рабочий посёлок Гидроторф,
4. рабочий посёлок Малое Козино,
5. Коневский сельсовет,
6. Кочергинский сельсовет,
7. Шеляуховский сельсовет.

В рамках организации местного самоуправления в границах района существует одноимённый муниципальный округ.

### Богородский
Административный центр — город Богородск.
Богородский район включает следующие административно-территориальные образования:
1. город Богородск
2. Алешковский сельсовет
3. Доскинский сельсовет
4. Дуденевский сельсовет
5. Каменский сельсовет
6. Новинский сельсовет
7. Хвощёвский сельсовет
8. Шапкинский сельсовет

В рамках организации местного самоуправления в границах района существует одноимённый муниципальный округ.

### Большеболдинский
Административный центр — село Большое Болдино.
Большеболдинский район включает следующие административно-территориальные образования:
1. Большеболдинский сельсовет
2. Молчановский сельсовет
3. Новослободский сельсовет
4. Пермеевский сельсовет
5. Пикшенский сельсовет
6. Черновской сельсовет

В рамках организации местного самоуправления в границах района существует одноимённый муниципальный округ.

### Большемурашкинский
Административный центр — рабочий посёлок Большое Мурашкино.
Большемурашкинский район включает следующие административно-территориальные образования:
1. рабочий посёлок Большое Мурашкино
2. Григоровский сельсовет
3. Советский сельсовет
4. Холязинский сельсовет

В рамках организации местного самоуправления в границах района существует одноимённый муниципальный округ.

### Бутурлинский
Административный центр — рабочий посёлок Бутурлино.
Бутурлинский район включает следующие административно-территориальные образования:
1. рабочий посёлок Бутурлино
2. Большебакалдский сельсовет
3. Каменищенский сельсовет
4. Кочуновский сельсовет
5. Уваровский сельсовет
6. Ягубовский сельсовет

В рамках организации местного самоуправления в границах района существует одноимённый муниципальный округ.

### Вадский
Административный центр — село Вад.
Вадский район включает следующие административно-территориальные образования:
1. Вадский сельсовет
2. Дубенский сельсовет
3. Круто-Майданский сельсовет
4. Лопатинский сельсовет
5. Новомирский сельсовет
6. Стрельский сельсовет

В рамках организации местного самоуправления в границах района существует одноимённый муниципальный округ.

### Варнавинский
Административный центр — рабочий посёлок Варнавино.
Варнавинский район включает следующие административно-территориальные образования:
1. рабочий посёлок Варнавино
2. Богородский сельсовет
3. Восходовский сельсовет
4. Михаленинский сельсовет
5. Северный сельсовет
6. Шудский сельсовет

В рамках организации местного самоуправления в границах района существует одноимённый муниципальный округ.

### Вачский
Административный центр — рабочий посёлок Вача.
Вачский район включает следующие административно-территориальные образования:
1. рабочий посёлок Вача
2. Арефинский сельсовет
3. Казаковский сельсовет
4. Новосельский сельсовет
5. Филинский сельсовет
6. Чулковский сельсовет

В рамках организации местного самоуправления в границах района существует одноимённый муниципальный округ.

### Ветлужский
Административный центр — город Ветлуга.
Ветлужский район включает следующие административно-территориальные образования:
1. город Ветлуга
2. рабочий посёлок имени М. И. Калинина
3. Волыновский сельсовет
4. Крутцовский сельсовет
5. Макарьевский сельсовет
6. Мошкинский сельсовет
7. Новоуспенский сельсовет
8. Проновский сельсовет
9. Туранский сельсовет

В рамках организации местного самоуправления в границах района существует одноимённый муниципальный округ.

### Вознесенский
Административный центр — рабочий посёлок Вознесенское.
Вознесенский район включает следующие административно-территориальные образования:
1. рабочий посёлок Вознесенское
2. Бахтызинский сельсовет
3. Благодатовский сельсовет
4. Бутаковский сельсовет
5. Криушинский сельсовет
6. Мотызлейский сельсовет
7. Нарышкинский сельсовет
8. Полховско-Майданский сельсовет
9. Сарминский сельсовет

В рамках организации местного самоуправления в границах района существует одноимённый муниципальный округ.

### Володарский
Административный центр — город Володарск.
Володарский район включает следующие административно-территориальные образования:
1. город Володарск
2. рабочий посёлок Ильиногорск
3. рабочий посёлок Решетиха
4. рабочий посёлок Смолино
5. рабочий посёлок Фролищи
6. рабочий посёлок Центральный
7. рабочий посёлок Юганец
8. Золинский сельсовет
9. Ильинский сельсовет
10. сельсовет Красная Горка
11. Мулинский сельсовет

В рамках организации местного самоуправления в границах района существует одноимённый муниципальный округ.

### Воротынский
Административный центр — рабочий посёлок Воротынец.
Воротынский район включает следующие административно-территориальные образования:
1. рабочий посёлок Воротынец
2. рабочий посёлок Васильсурск
3. Белавский сельсовет
4. Каменский сельсовет
5. Красногорский сельсовет
6. Михайловский сельсовет
7. Огнёв-Майданский сельсовет
8. Отарский сельсовет
9. Семьянский сельсовет
10. Фокинский сельсовет
11. Чугуновский сельсовет

В рамках организации местного самоуправления в границах района существует одноимённый городской округ.

### Воскресенский
Административный центр — рабочий посёлок Воскресенское.
Воскресенский район включает следующие административно-территориальные образования:
1. рабочий посёлок Воскресенское
2. Благовещенский сельсовет
3. Богородский сельсовет
4. Владимирский сельсовет
5. Воздвиженский сельсовет
6. Глуховский сельсовет
7. Егоровский сельсовет
8. Капустихинский сельсовет
9. Нахратовский сельсовет
10. Нестиарский сельсовет
11. Староустинский сельсовет

В рамках организации местного самоуправления в границах района существует одноимённый муниципальный округ.

### Гагинский
Административный центр — село Гагино.
Гагинский район включает следующие административно-территориальные образования:
1. Большеаратский сельсовет
2. Ветошкинский сельсовет
3. Гагинский сельсовет
4. Покровский сельсовет
5. Ушаковский сельсовет
6. Юрьевский сельсовет

В рамках организации местного самоуправления в границах района существует одноимённый муниципальный округ.

### Городецкий
Административный центр — город Городец, крупнейший город — Заволжье.
Городецкий район включает следующие административно-территориальные образования:
1. город Городец
2. город Заволжье
3. рабочий посёлок Первомайский
4. Бриляковский сельсовет
5. Зиняковский сельсовет
6. Ковригинский сельсовет
7. Кумохинский сельсовет
8. Николо-Погостинский сельсовет
9. Смиркинский сельсовет
10. Смольковский сельсовет
11. Тимирязевский сельсовет
12. Федуринский сельсовет

В рамках организации местного самоуправления в границах района существует одноимённый муниципальный округ.

### Дальнеконстантиновский
Административный центр — рабочий посёлок Дальнее Константиново.
Дальнеконстантиновский район включает следующие административно-территориальные образования:
1. рабочий посёлок Дальнее Константиново
2. Белозеровский сельсовет
3. Богоявленский сельсовет
4. Дубравский сельсовет
5. Кужутский сельсовет
6. Малопицкий сельсовет
7. Нижегородский сельсовет
8. Сарлейский сельсовет
9. Суроватихинский сельсовет
10. Тепелевский сельсовет

В рамках организации местного самоуправления в границах района существует одноимённый муниципальный округ.

### Дивеевский
Административный центр — село Дивеево.
Дивеевский район включает следующие административно-территориальные образования:
1. Верякушский сельсовет
2. Глуховский сельсовет
3. Дивеевский сельсовет
4. Елизарьевский сельсовет
5. Ивановский сельсовет
6. Сатисский сельсовет

В рамках организации местного самоуправления в границах района существует одноимённый муниципальный округ.

### Княгининский
Административный центр — город Княгинино.
Княгининский район включает следующие административно-территориальные образования:
1. город Княгинино
2. Ананьевский сельсовет
3. Белкинский сельсовет
4. Возрожденский сельсовет
5. Соловьёвский сельсовет

В рамках организации местного самоуправления в границах района существует одноимённый муниципальный округ.

### Ковернинский
Административный центр — рабочий посёлок Ковернино.
Ковернинский район включает следующие административно-территориальные образования:
1. рабочий посёлок Ковернино
2. Большемостовский сельсовет
3. Гавриловский сельсовет
4. Горевский сельсовет
5. Скоробогатовский сельсовет
6. Хохломский сельсовет

В рамках организации местного самоуправления в границах района существует одноимённый муниципальный округ.

### Краснобаковский
Административный центр — рабочий посёлок Красные Баки.
Краснобаковский район включает следующие административно-территориальные образования:
1. рабочий посёлок Ветлужский
2. рабочий посёлок Красные Баки
3. Зубилихинский сельсовет
4. Прудовский сельсовет
5. Чащихинский сельсовет
6. Шеманихинский сельсовет

В рамках организации местного самоуправления в границах района существует одноимённый муниципальный округ.

### Краснооктябрьский
Административный центр — село Уразовка.
Краснооктябрьский район включает следующие административно-территориальные образования:
1. Большерыбушкинский сельсовет
2. Ендовищинский сельсовет
3. Кечасовский сельсовет
4. Ключищинский сельсовет
5. Маресевский сельсовет
6. Медянский сельсовет
7. Пошатовский сельсовет
8. Салганский сельсовет
9. Саргинский сельсовет
10. Семёновский сельсовет
11. Уразовский сельсовет
12. Чембилеевский сельсовет

В рамках организации местного самоуправления в границах района существует одноимённый муниципальный округ.

### Кстовский
Административный центр — город Кстово.
Кстовский район включает следующие административно-территориальные образования:
1. город Кстово
2. Афонинский сельсовет
3. Безводнинский сельсовет
4. Ближнеборисовский сельсовет
5. Большеельнинский сельсовет
6. Большемокринский сельсовет
7. Запрудновский сельсовет
8. Новоликеевский сельсовет
9. Прокошевский сельсовет
10. Работкинский сельсовет
11. Ройкинский сельсовет
12. Слободской сельсовет
13. Чернухинский сельсовет
14. Чернышихинский сельсовет

В рамках организации местного самоуправления в границах района существует одноимённый муниципальный округ.

### Лукояновский
Административный центр — город Лукоянов.
Лукояновский район включает следующие административно-территориальные образования:
1. город Лукоянов
2. рабочий посёлок имени Степана Разина
3. Большеарский сельсовет
4. Большемаресьевский сельсовет
5. Кудеяровский сельсовет
6. Лопатинский сельсовет
7. Тольско-Майданский сельсовет
8. Шандровский сельсовет

В рамках организации местного самоуправления в границах района существует одноимённый муниципальный округ.

### Лысковский
Административный центр — город Лысково.
Лысковский район включает следующие административно-территориальные образования:
1. город Лысково
2. Барминский сельсовет
3. Берендеевский сельсовет
4. Валковский сельсовет
5. Кириковский сельсовет
6. Кисловский сельсовет
7. Красноосельский сельсовет
8. Леньковский сельсовет
9. Трофимовский сельсовет

В рамках организации местного самоуправления в границах района существует одноимённый муниципальный округ.

### Павловский
Административный центр — Павлово.
Павловский район включает следующие административно-территориальные образования:
1. город Павлово
2. город Ворсма
3. город Горбатов
4. рабочий посёлок Тумботино
5. Абабковский сельсовет
6. Варежский сельсовет
7. Грудцинский сельсовет
8. Калининский сельсовет
9. Коровинский сельсовет
10. Таремский сельсовет

В рамках организации местного самоуправления в границах района существует одноимённый муниципальный округ.

### Пильнинский
Административный центр — рабочий посёлок Пильна.
Пильнинский район включает следующие административно-территориальные образования:
1. рабочий посёлок Пильна
2. Большеандосовский сельсовет
3. Бортсурманский сельсовет
4. Деяновский сельсовет
5. Красногорский сельсовет
6. Курмышский сельсовет
7. Медянский сельсовет
8. Можаров-Майданский сельсовет
9. Новомочалеевский сельсовет
10. Петряксинский сельсовет
11. Тенекаевский сельсовет
12. Языковский сельсовет

В рамках организации местного самоуправления в границах района существует одноимённый муниципальный округ.

### Починковский
Административный центр — село Починки.
Починковский район включает следующие административно-территориальные образования:
1. Василево-Майданский сельсовет
2. Василевский сельсовет
3. Кочкуровский сельсовет
4. Маресевский сельсовет
5. Наруксовский сельсовет
6. Пеля-Хованский сельсовет
7. Починковский сельсовет
8. Ризоватовский сельсовет
9. Ужовский сельсовет

В рамках организации местного самоуправления в границах района существует одноимённый муниципальный округ.

### Сергачский
Административный центр — город Сергач.
Сергачский район включает следующие административно-территориальные образования:
1. город Сергач
2. Андреевский сельсовет
3. Ачкинский сельсовет
4. Богородский сельсовет
5. Камкинский сельсовет
6. Кочко-Пожарский сельсовет
7. Лопатинский сельсовет
8. Пожарский сельсовет
9. Староберёзовский сельсовет
10. Толбинский сельсовет
11. Шубинский сельсовет

В рамках организации местного самоуправления в границах района существует одноимённый муниципальный округ.

### Сеченовский
Административный центр — село Сеченово.
Сеченовский район включает следующие административно-территориальные образования:
1. Болтинский сельсовет
2. Васильевский сельсовет
3. Верхнеталызинский сельсовет
4. Кочетовский сельсовет
5. Красноостровский сельсовет
6. Мурзицкий сельсовет
7. Сеченовский сельсовет

### Сокольский
Административный центр — рабочий посёлок Сокольское.
Сокольский район включает следующие административно-территориальные образования:
- рабочий поселок Сокольское
- Волжский сельсовет,
- Лойминский сельсовет,
- Междуреченский сельсовет

В рамках организации местного самоуправления в границах района существует одноимённый городской округ.

### Сосновский
Административный центр — рабочий посёлок Сосновское.
Сосновский район включает следующие административно-территориальные образования:
1. рабочий посёлок Сосновское
2. Виткуловский сельсовет
3. Давыдковский сельсовет
4. Елизаровский сельсовет
5. Крутецкий сельсовет
6. Панинский сельсовет
7. Рожковский сельсовет
8. Селитьбинский сельсовет
9. Яковский сельсовет

В рамках организации местного самоуправления в границах района существует одноимённый муниципальный округ.

### Спасский
Административный центр — село Спасское.
Спасский район включает следующие административно-территориальные образования:
1. Базловский сельсовет
2. Вазьянский сельсовет
3. Высокоосельский сельсовет
4. Красноватрасский сельсовет
5. Маклаковский сельсовет
6. Спасский сельсовет
7. Турбанский сельсовет

В рамках организации местного самоуправления в границах района существует одноимённый муниципальный округ.

### Тоншаевский
Административный центр — рабочий посёлок Тоншаево.
Тоншаевский район включает следующие административно-территориальные образования:
1. рабочий посёлок Пижма
2. рабочий посёлок Тоншаево
3. рабочий посёлок Шайгино
4. Березятский сельсовет
5. Кодочиговский сельсовет
6. Ложкинский сельсовет
7. Одошнурский сельсовет
8. Ошминский сельсовет
9. Увийский сельсовет

В рамках организации местного самоуправления в границах района существует одноимённый муниципальный округ.

### Тонкинский
Административный центр — рабочий посёлок Тонкино.
Тонкинский район включает следующие административно-территориальные образования:
1. рабочий посёлок Тонкино
2. Бердниковский сельсовет
3. Большесодомовский сельсовет
4. Вязовский сельсовет
5. Пакалевский сельсовет

В рамках организации местного самоуправления в границах района существует одноимённый муниципальный округ.

### Уренский
Административный центр — город Урень.
Уренский район включает следующие административно-территориальные образования:
1. город Урень
2. рабочий посёлок Арья
3. Большеарьевский сельсовет
4. Большепесочнинский сельсовет
5. Ворошиловский сельсовет
6. Вязовский сельсовет
7. Горевский сельсовет
8. Карповский сельсовет
9. Карпунихинский сельсовет
10. Красногорский сельсовет
11. Минеевский сельсовет
12. Обходский сельсовет
13. Семёновский сельсовет
14. Темтовский сельсовет
15. Устанский сельсовет

В рамках организации местного самоуправления в границах района существует одноимённый муниципальный округ.

### Шарангский
Административный центр — рабочий посёлок Шаранга.
Шарангский район включает следующие административно-территориальные образования:
1. рабочий посёлок Шаранга
2. Большерудкинский сельсовет
3. Большеустинский сельсовет
4. Кушнурский сельсовет
5. Роженцовский сельсовет
6. Старорудкинский сельсовет
7. Черномужский сельсовет
8. Щенниковский сельсовет

В рамках организации местного самоуправления в границах района существует одноимённый муниципальный округ.

### Шатковский
Административный центр — рабочий посёлок Шатки.
Шатковский район включает следующие административно-территориальные образования:
1. рабочий посёлок Лесогорск
2. рабочий посёлок Шатки
3. Архангельский сельсовет
4. Кержемокский сельсовет
5. Костянский сельсовет
6. Красноборский сельсовет
7. Светлогорский сельсовет
8. Силинский сельсовет
9. Смирновский сельсовет
10. Староиванцевский сельсовет
11. Шараповский сельсовет

В рамках организации местного самоуправления в границах района существует одноимённый муниципальный округ.

## История
В 1936 году Горьковская область включала следующие районы: Ардатовский, Арзамасский, Балахнинский, Богородский, Большеболдинский, Большемаресьевский, Большемурашкинский, Борский, Бутурлинский, Вадский, Варнавинский, Василевский, Вачский, Ветлужский, Вознесенский, Воротынский, Воскресенский, Выксунский, Гагинский, Городецкий, Дальнеконстантиновский, Дивеевский, Залесный, Ивановский, Ковернинский, Кологривский, Краснобаковский, Краснооктябрьский, Кстовский, Кулебакский, Курмышский, Линдовский, Лукояновский, Лысковский, Ляховский, Мантуровский, Межевский, Муромский, Наруксовский, Павловский, Первомайский, Перевозский, Пильнинский, Починковский, Пыщугский, Работкинский, Салганский, Семёновский, Сергачский, Смирновский, Сосновский, Спасский, Теплостанский, Тонкинский, Тоншаевский, Уренский, Фоминский, Чернухинский, Шарьинский, Шатковский и Шахунский, а также города областного подчинения Горький, Дзержинск и Кулебаки.
В 1937 году Василевский район переименован в Чкаловский.
В 1939 году образован Заветлужский район. Города Муром (19 января) и Павлово отнесены к городам областного подчинения.
В 1940 году город Балахна отнесён к городам областного подчинения.
В 1942 году города Богородск и Бор отнесены к городам областного подчинения.
В 1943 году города Арзамас и Шарья отнесены к городам областного подчинения. Образован Володарский район.
10 июня 1943 года город Горький переведён в республиканское (РСФСР) подчинение.
В 1944 году Ивановский, Кологривский, Мантуровский, Межевский, Пыщугский и Шарьинский районы и город областного подчинения Шарья были переданы в Костромскую область, а Ляховский, Муромский и Фоминский районы и город областного подчинения Муром — во Владимирскую область. Образованы Калининский, Княгининский, Мухтоловский, Мордовщиковский, Петряксинский, Талызинский и Хмелевицкий районы. Теплостанский район переименован в Сеченовский.
В 1945 году образован Разинский район.
В 1952 году город Городец отнесён к городам областного подчинения.
В январе 1954 года на части территории Горьковской области была образована Арзамасская область, к которой отошли Ардатовский, Арзамасский, Большеболдинский, Большемаресьевский, Бутурлинский, Вадский, Вознесенский, Выксунский, Гагинский, Дивеевский, Княгининский, Краснооктябрьский, Кулебакский, Курмышский, Лукояновский, Мордовщиковский, Мухтоловский, Наруксовский, Первомайский, Перевозский, Петряксинский, Пильнинский, Починковский, Разинский, Салганский, Сергачский, Сеченовский, Смирновский, Спасский, Талызинский, Чернухинский и Шатковский районы, а также города областного подчинения Арзамас и Кулебаки.
В 1956 города областного подчинения Богородск, Бор, Городец и Павлово отнесены к городам районного подчинения.
В апреле 1957 года Арзамасская область была упразднена, а все её административные единицы возвращены в состав Горьковской области.
В ноябре 1957 года Большемаресьевский, Заветлужский, Залесный, Калининский, Курмышский, Линдовский, Мухтоловский, Петряксинский, Разинский, Смирновский, Талызинский и Хмелевицкий районы были упразднены.
3 июня 1958 года город Горький переведён из республиканского в областное подчинение.
В 1959 году упразднён Володарский район. Образован Дзержинский район. Из Кировской области в Горьковскую передан Шарангский район.
В 1960 году Мордовщиковский район переименован в Навашинский.
В 1962 году город Кстово отнесён к городам областного подчинения. Упразднены Работкинский и Сосновский районы.
В апреле 1963 года Ардатовский, Арзамасский, Богородский, Выксунский, Городецкий, Краснобаковский, Кстовский, Лукояновский, Лысковский, Перевозский, Пильнинский, Починковский, Семёновский, Сергачский, Тонкинский, Уренский, Шатковский и Шахунский районы были преобразованы в сельские районы. Балахнинский, Большеболдинский, Большемурашкинский, Борский, Бутурлинский, Вадский, Варнавинский, Вачский, Ветлужский, Вознесенский, Воротынский, Воскресенский, Гагинский, Дальнеконстантиновский, Дзержинский, Дивеевский, Княгининский, Ковернинский, Краснооктябрьский, Кулебакский, Навашинский, Наруксовский, Павловский, Первомайский, Салганский, Сеченовский, Спасский, Тоншаевский, Чернухинский, Чкаловский и Шарангский районы были упразднены. Города Богородск, Бор, Выкса, Городец, Лукоянов, Лысково, Навашино, Павлово, Первомайск, Семёнов, Сергач и Шахунья отнесены к городам областного подчинения.
В марте 1964 года образованы Воскресенский и Сеченовский сельские районы.
В январе 1965 года все сельские районы были преобразованы в обычные районы. Образованы Большеболдинский, Большемурашкинский, Борский, Бутурлинский, Вадский, Варнавинский, Вачский, Ветлужский, Вознесенский, Воротынский, Гагинский, Дальнеконстантиновский, Дзержинский, Дивеевский, Княгининский, Ковернинский, Краснооктябрьский, Навашинский, Павловский, Первомайский, Сосновский, Спасский, Тоншаевский, Чкаловский и Шарангский районы. Города областного подчинения Городец, Лукоянов, Лысково, Навашино, Первомайск, Семёнов, Сергач и Шахунья отнесены к городам районного подчинения.
В 1968 году образован Балахнинский район.
В 1969 году образован Кулебакский район.
В 1985 году образован Володарский район.